# Szirtes-tető
A Szirtes-tető, helyi német nevén Steinfelsen egy 440 méteres magaslat a Pilis Komárom-Esztergom vármegyei részén, Piliscsév területén, alig 3-400 méterre a megyehatártól északra. A légvonalban mintegy 2 kilométerre emelkedő, 447 méter magasságú, már a Pest vármegyei Piliscsaba területén található Nagy-Kopasszal és a Zajnát-hegyekkel együtt a pilisi hegylánc fő tömegétől délre elhelyekzedő, jól elkülönülő hegytömb második legmagasabb csúcsa.
Környékén számos jelzetlen és néhány jelzett turistaút is húzódik, melyek zömmel Pilisszántóról vagy Piliscsaba felől indulnak a hegység belsőbb részei felé. A csúcstól bő egy kilométerre délnyugatra halad el az Országos Kéktúra Dorogot Piliscsabával összekötő 12. számú szakasza.